# Semécourt
 Semécourt  es una población y comuna francesa, en la región de Lorena, departamento de Mosela, en el distrito de Metz-Campagne y cantón de Maizières-lès-Metz.

## Demografía
| 415 | 509 | 590 | 733 | 835 | 874 |
| Para los censos de 1962 a 1999 la población legal corresponde a la población sin duplicidades (Fuente: INSEE [Consultar]) |     |     |     |     |     |